# Baselios Marthoma Mathews II
Baselios Marthoma Mathews II (né le 30 janvier 1915, Kollam (district) - mort le 26 janvier 2006, Kottayam (district)) fut primat de l'Église malankare orthodoxe entre le 29 avril 1991 et le 30 octobre 2005, date à laquelle il démissionna pour raison de santé.